# Крикун, Александр Владимирович
Александр Владимирович Крикун (род. 1 марта 1968 года в Лейпциге) — украинский легкоатлет, специализирующийся в метании молота, призёр Олимпийских игр.

## Биография
Александр Крикун родился в Лейпциге (ГДР) 1 марта 1968 года. Родители переехали в Умань, где Александр учился в средней школе № 5. В детстве занимался вместе с братом Юрием футболом, греблей на байдарках и каноэ. В 1981 году начал заниматься метанием молота, а уже через два года выиграл чемпионат Украины. Александр Крикун тренировался в спортивных обществах «Буревестник» и «Колос» в Умани, тренер — Тихомиров Анатолий Михайлович.
Первую медаль на международной арене Крикун завоевал в 1987 году, заняв второе место на юношеском чемпионате Европы в родном Лейпциге. В 1995 году он стал серебряным призёром Универсиады в Токио. Бронзовую олимпийскую медаль он завоевал на Олимпиаде 1996 года в Атланте в метании молота с результатом 80 м 2 см. В процессе подготовки к следующим Олимпийским играм 2000 Александр перенёс операцию на позвоночнике, поэтому только за восемь месяцев до Олимпиады начал полноценно тренироваться. Его выступление на XXVII Олимпийских играх было неудачным (20-е место). Его личный рекорд в этой дисциплине — 81 м 66 см, установлен в 2004 году в отборе на Олимпиаду. Однако на самих Играх Крикун показал лишь 18-й результат. После Олимпиады спортсмен завершил карьеру.
В 2002 году Александр Крикун окончил Уманский государственный педагогический университет. Является членом Национального олимпийского комитета Украины, председателем комиссии атлетов, вице-президентом спортивного клуба «Биола» (Киев). Крикун женат, есть сын.

## Государственные награды
- Орден «За заслуги» II степени (23.08.2024)[5].
- Почётный знак отличия Президента Украины (07.08.1996)[6]